# Strukturationstheorie
Die Strukturationstheorie, auch als Theorie der Strukturierung bezeichnet, wurde durch den britischen Soziologen Anthony Giddens in seinem 1984 erschienenen Buch The Constitution of Society formuliert. Diese Theorie stellt eine Grundlagentheorie dar und gehört der Gruppe der Sozialtheorien an.
Die Strukturationstheorie ist einer der neueren Versuche, ein altes wissenschaftstheoretisches Problem der Sozialwissenschaften zu lösen: Wie soll man sich das Verhältnis zwischen Individuum und Gesellschaft vorstellen, anders formuliert: Wie soll man sich das Verhältnis zwischen den Teilen und dem Ganzen oder zwischen Handlung und Struktur vorstellen? Giddens gehört zu den Autoren, die sowohl die Betonung des Individuums (siehe methodologischer Individualismus) als auch die Betonung „der Gesellschaft“ (siehe methodologischer Kollektivismus) für einseitig halten und dem Modelle entgegensetzen, die die Verbindung dieser Pole zu denken versuchen. Ein Leitbegriff ist ihm dabei die Dualität der Struktur, womit er eine Wechselwirkung zwischen dem Handeln und der Struktur meint.

## Theoretische Ausgangslage und Erkenntnisinteresse
Giddens versucht zwei bisherige Zugänge, die aus seiner Sicht nur scheinbare Gegensätze darstellen, in seiner Strukturationstheorie zu verbinden:
1. Objektivistische Konzeptionen: Varianten sind u. a. der Strukturalismus und der Funktionalismus. Beide haben gemeinsam, dass sie einen naturalistischen und objektivistischen Standpunkt einnehmen und einen Vorrang des gesellschaftlichen Ganzen vor seinen individuellen Teilen annehmen. Struktur beeinflusse Handeln, sie übt Zwang aus. Anders formuliert gehen sie von einem "Imperialismus des gesellschaftlichen Objekts" aus.
  - Funktionalistisches Denken ist seit Comte an der Biologie orientiert, die Biologie gilt als Leitfaden für die Konzeptualisierung der Struktur und des Funktionierens "sozialer Systeme".
  - Strukturalistisches Denken verwendet keine biologischen Analogien, geht von einer Homologie zwischen Natur- und Sozialwissenschaften durch kognitive Züge aus.
2. Subjektivistische Konzeptionen: Varianten sind u. a. die Hermeneutik und der symbolische Interaktionismus. Sie haben gemeinsam, dass Individuen hier nicht als von gesellschaftlichen Normen beeinflusst gesehen werden. Hier steht der Akteur im Mittelpunkt, eine Struktur ist hier nicht dominant.
  - Hermeneutik sieht Natur- und Sozialwissenschaften getrennt. Hier besteht eine Kluft zwischen Subjekt und gesellschaftlichem Objekt, die nicht-subjektive Erfahrungswelt ist eine fremde, materielle, unpersönliche Welt.
  - Interpretative Soziologien nehmen den gemeinsamen Vorrang von Handeln und Sinn an. Struktur und Zwang werden hier als unwichtig gesehen. Gründen auf Imperialismus des Subjekts.

Strittig ist, wie die Konzepte spezifiziert werden sollen und wie sie mit Struktur und Zwang in Verbindung gebracht werden können. 
Giddens Ziel der Strukturalisierung ist die Widerlegung "imperialistischer" Ansätze.

## Theorie
Formalisierte Regeln in Organisationen sind nur begrenzt verhaltenssteuernd, da sie durch die Akteure in Unternehmen interpretiert werden müssen. Sie erlauben damit verschiedene Handlungsweisen und werden von allen Beteiligten berücksichtigt. Strukturen sind daher sowohl Medium als auch Ergebnis sozialen Handelns. Die Akteure beziehen sich in ihren Handlungen auf diese gegebene Struktur und produzieren bzw. reproduzieren sie dadurch. Der Kreis schließt sich – Giddens bezeichnet dies als Dualität der Struktur.
Als eine Konsequenz des Konzeptes gilt daher auch, dass erst durch die Struktur die (sozialen) Systeme entstehen.

## Grundbegriffe

### Der Akteur und das Handeln
Akteure steuern ihre Aktivitäten und kontrollieren dadurch ihren sozialen und physischen Kontext.
Soziale Strukturen sind rekursiv und werden nicht durch soziale Akteure hervorgebracht, sondern in und durch ihr Handeln reproduziert. Dies ist die Bedingung, die Handeln ermöglicht. Akteure verfügen über Handlungsrationalität, haben ein theoretisches Verständnis für ihr Handeln, können also sagen, warum sie etwas tun. Motive für Handeln beziehen sich auf die Bedürfnisse, die ein Handeln veranlassen. 
Eine Handlungsmotivation bezieht sich auf Handlungspotenzial, also auf eine dauerhafte Handlungsausführung. Motive treten meist erst in Situationen auf, die von der Routine abweichen, ein großer Teil des Alltagsverhaltens ist also nicht direkt motiviert.
Eine Motivation zu handeln ist nicht, wie die reflexive Steuerung des Handelns oder die Handlungsrationalität, direkt in das Weiterbestehen des Handelns eingelassen. Motivation bezieht sich eher auf ein Handlungspotential als auf die Art und Weise, in der das Handeln durch den Akteur ausgeführt wird. Die Motive können also nicht als Gründe des Handelns betrachtet werden.
Handeln ist ein Verhaltensablauf im Alltagsleben. Es wird auch als Fluss intentionalen Handelns bezeichnet. 
Als Intentionales Handeln bezeichnet Giddens, dass ein Handelnder weiß oder zu wissen glaubt, dass sein Handeln eine bestimmte, gewollte Wirkung hat. 
Nicht-intentionales Handeln ist im Gegensatz dazu ein Handeln, bei dem sich der Handelnde seiner Handlung bewusst ist, er aber die (Spät-)Folgen nicht abschätzen, nur beeinflussen kann. 
Handeln kann auch unbeabsichtigte Folgen haben, die dann wieder durch einen Rückkoppelungsprozess als unerkannte/unbewusste Bedingungen für weiteres Handeln eingehen können. 
Natürlich gibt es auch beabsichtigtes Handeln – meistens sind Handlungen allerdings nicht bewusst beabsichtigt. Handeln bezieht sich nicht auf die Absicht des Individuums etwas zu tun, sondern auf das Vermögen überhaupt etwas zu tun. Es ist ein kontinuierlicher Prozess, ein Strom, in dem die Reflexivität des Akteurs deutlich wird.
Handelnde beziehen sich auf Regeln und Ressourcen.

### Handeln und Macht
Zwischen Handeln und Macht gibt es eine logische Verbindung. Bewusst zu handeln bedeutet auch ‚anders’ handeln zu können. Handeln hängt also auch von der Fähigkeit/Willenskraft des Handelnden ab. Damit ist auch das Ausüben von Macht von den Fähigkeiten abhängig.
Es gibt zwei Gesichter von Macht: zum einen die Fähigkeit des Handelnden sein Verhalten hinsichtlich seiner Vorstellung zu steuern, zum anderen gibt es Macht zwischen sozialen Systemen (z. B. Institutionen, Gesellschaften) die über Raum und Zeit bestehend Autonomie und Abhängigkeit in Interaktionskontexten als Voraussetzung ihres Bestehens haben.

### Kern der Idee der Strukturierung
Der Begriff Struktur betitelte den Strukturalismus und stand bei Funktionalisten, die ihn als fraglos zu akzeptierenden Begriff nutzten, an erster Stelle. Er wurde als ein Muster für die Strukturierung sozialer Beziehungen genannt, quasi als Gerüst für soziale Beziehungen. Diesen Gebrauch stellt Giddens als nicht ausreichend für eine Sozialtheorie dar.
Strukturen sind sowohl Grundlage als auch Ergebnis sozialen Handelns. Struktur sieht Giddens als organisierten Berg von Regeln und Ressourcen, als raumzeitliches Phänomen. 
Als Strukturierung bezeichnet Giddens solche Bedingungen, die die Veränderung oder den Bestand von Strukturen und eine Reproduktion sozialer Systeme bestimmen.
Soziale Akteure produzieren und reproduzieren ständig Strukturen, sie handeln nach Regeln, die in der Ausführung sozialer Praktiken angewandt werden, also nach verallgemeinerten Verfahren.
Regeln können festgelegte Gesetze sein (formal kodifizierte Regeln), die auch sanktioniert werden (abstrakte Regeln). 
Sie können aber auch solche ‚Alltagsregeln/Verfahrensregeln’ sein, die der Akteur widerspruchslos hinnimmt. 
Soziale Akteure handeln in ihrem Alltag routinemäßig nach festgelegten Regeln, haben solche also in ihr Wissen aufgenommen und sind dazu in der Lage, nahezu jede Situation mit Hilfe der meist unterbewusst abgerufenen Regeln zu meistern. Sie sind also in die Reproduktion sozialer Systeme impliziert. Praktiken im gesellschaftlichen Leben werden von Regelkomplexen organisiert und dienen der Aufrechterhaltung eines strukturierten sozialen Systems.
Ressourcen bezeichnet Giddens als die Art und Weise, in der Transformationsbeziehungen in die Produktion und Reproduktion sozialer Praktiken einbezogen sind. Sie sind also die Möglichkeit, auf die sich Akteure in ihrer Zielverwirklichung beziehen können. Wichtig ist, inwieweit der Akteur seine Ressourcen mobilisieren kann, da Giddens davon ausgeht, dass ein Akteur in Konfliktsituationen Regeln interpretieren kann.
Giddens unterscheidet zwischen allokativen und autoritativen Ressourcen. Allokative Ressourcen beziehen sich auf Formen des Vermögens zur Umgestaltung, die Herrschaft über Objekten und materielle Phänomenen. Sie leiten sich aus der Herrschaft des Menschen über die Natur ab. Autoritative Ressourcen beziehen sich auf das Vermögen, welches eine Herrschaft über Personen oder Akteure ermöglicht.
Regeln und Ressourcen sind in die Produktion und Reproduktion sozialen Handelns miteinbezogen.
Tätigkeiten mit einer möglichst maximalen Beständigkeit über Raum und Zeit betitelt Giddens als Institutionen. 
Institutionalisierte Praktiken sind für Forschungen der Sozialwissenschaften am relevantesten. Sie sind für die Strukturierung des Alltagshandelns zuständig, beeinflussen dieses. Giddens erläutert aber auch, dass die einfachen Verfahrensregeln, die den Akteuren sozialen Handelns alltäglich begegnen, eine nachhaltige Auswirkung auf deren soziales Verhalten haben.

## Beispiele
Giddens führt folgendes Beispiel an:
Beim Erlernen einer Fremdsprache ist es das Ziel diese möglichst korrekt zu sprechen. Folglich verwendet man grammatikalische Regeln beim Sprechen. Dies ist das beabsichtigte und eigentliche Ziel des Lernenden. Unbeabsichtigte Folge ist jedoch, dass man dadurch zur Dauerhaftigkeit und Verbreitung dieser Fremdsprache beiträgt. Die Struktur wurde produziert und reproduziert. 
In unserer sozialen Struktur galten Altpapier und Plastikmüll Jahre lang als Abfallstoffe und wurden entsorgt. Heute sieht man darin Rohstoffe bzw. weitere Produktionsressourcen, was unsere nachfolgenden Handlungen verändert.

## Kritik
- Die Definitionen der Begriffe sind unbestimmt, ungenau und werden teilweise widersprüchlich festgelegt.
- Giddens verwendet einerseits Begriffe aus der Hermeneutik bzw. der interpretativen Soziologie, andererseits aus strukturalistischen bzw. funktionalistischen Theorieansätzen. Deshalb wird ihm Eklektizismus vorgeworfen.
- Es gibt kaum empirische Arbeiten bzw. Befunde.

## Fazit
Die Gidden'sche Theorie liefert den ersten Ansatzpunkt zur Vermittlung zwischen Strukturalismus und Handlungstheorien. Sie ist weder ein fertiges noch benutzerfreundliches Konzept. Die Strukturationstheorie bietet jedoch einen breiteren Zugang, die Probleme der Sozialwissenschaften aufzuarbeiten und alte und neue Lösungskonzepte zu verknüpfen. Sie kann darüber hinaus im Bereich der Organisationsgestaltung bzw. Organisationsentwicklung eine geeignete Grundlage für die Reflexion von Strukturen und Prozessen darstellen.